# 上波日尼亞
50°33′43″N 35°21′3″E / 50.56194°N 35.35083°E
上波日尼亞（烏克蘭語：Верхня Пожня）是位於烏克蘭東北部的村莊，由蘇梅州蘇梅區的克拉斯諾皮利亞市鎮負責管轄。該村處於波日尼亞河右岸，分別距離斯拉夫霍羅德1.5公里和波日尼亞4公里，海拔高度141米，2001年人口276。